# 黃道㫤
黃道㫤，福建晉江縣人，明末進士。
崇禎十五年（1642年），鄉試中舉；崇禎十六年（1643年），登進士。明亡自裁獲救。歸隱，年七十九卒。